# 175 (число)
Вижте пояснителната страница за други значения на 175.
175 (сто седемдесет и пет) е естествено, цяло число, следващо 174 и предхождащо 176.
Сто седемдесет и пет с арабски цифри се записва „175“, а с римски цифри – „CLXXV“. Числото 175 е съставено от три цифри от позиционните бройни системи – 1 (едно), 7 (седем), 5 (пет).

## Общи сведения
- 175 е нечетно число.
- 175-ият ден от годината е 24 юни.
- 175 е година от Новата ера.